# Седней, Наоми
Наоми Седней (нидерл. Naomi Sedney; род. 17 декабря 1994, Зутермер, Южная Голландия, Нидерланды) — нидерландская легкоатлетка, специализирующаяся в беге на короткие дистанции. Чемпионка Европы 2016 года в эстафете 4×100 метров. Чемпионка Нидерландов. Участник летних Олимпийских игр 2016 года.

## Биография
В лёгкую атлетику Наоми отдали родители, когда ей было восемь лет. На первых порах она пробовала свои силы во многих дисциплинах, тренировалась и выступала в многоборье, но к 15 годам окончательно остановилась на спринте. Впервые выступила на международных соревнованиях в 2011 году, когда выиграла золото в эстафете 4×100 метров на Европейском юношеском олимпийском фестивале в турецком Трабзоне.
Бежала в финале на юниорском чемпионате мира и становилась бронзовым призёром европейского первенства до 20 лет в составе эстафетной команды.
На молодёжном чемпионате Европы заняла четвёртое место в финале бега на 100 метров. Участвовала в чемпионате мира 2015 года в Пекине. В личном виде не смогла пройти в полуфинал на дистанции 100 метров, а в эстафете помогла команде установить новый национальный рекорд. В предварительном забеге сборная Нидерландов показала время 42,32. В финале улучшить этот результат не получилось — Наоми передала эстафетную палочку Ямиле Самуэль за пределами установленного коридора, и команда была дисквалифицирована.
В 2016 году впервые в карьере стала чемпионкой страны, выиграв дистанцию 100 метров. На чемпионате Европы в Амстердаме не смогла выйти в финал в индивидуальном виде, но выиграла эстафету с новым рекордом страны 42,04.
Участвовала в Олимпийских играх в Рио-де-Жанейро, где вместе с подругами по сборной заняла 10-е место в предварительных забегах эстафеты и не пробилась в решающий забег.

## Основные результаты
| Год  | Турнир                          | Место проведения         | Дисциплина       | Место       | Результат |
| ---- | ------------------------------- | ------------------------ | ---------------- | ----------- | --------- |
| 2011 | Европейский юношеский фестиваль | Трабзон, Турция          | эстафета 4×100 м | 1-е         | 45,93     |
| 2012 | Чемпионат мира среди юниоров    | Барселона, Испания       | эстафета 4×100 м | 6-е         | 45,22     |
| 2013 | Чемпионат Европы среди юниоров  | Риети, Италия            | эстафета 4×100 м | 3-е         | 44,22     |
| 2014 | Командный чемпионат Европы      | Брауншвейг, Германия     | эстафета 4×100 м | 1-е         | 42,95     |
| 2015 | Чемпионат Европы среди молодёжи | Таллин, Эстония          | 100 м            | 4-е         | 11,62     |
| 2015 | Чемпионат Европы среди молодёжи | Таллин, Эстония          | эстафета 4×100 м | 4-е         | 44,46     |
| 2015 | Чемпионат мира                  | Пекин, Китай             | 100 м            | 30-е (заб.) | 11,41     |
| 2015 | Чемпионат мира                  | Пекин, Китай             | эстафета 4×100 м | —           | DQ        |
| 2016 | Чемпионат Европы                | Амстердам, Нидерланды    | 100 м            | 10-е (1/2)  | 11,44     |
| 2016 | Чемпионат Европы                | Амстердам, Нидерланды    | эстафета 4×100 м | 1-е         | 42,04     |
| 2016 | Олимпийские игры                | Рио-де-Жанейро, Бразилия | эстафета 4×100 м | 10-е (заб.) | 42,88     |